# Hybridation légère
L'hybridation légère est le système d'hybridation des véhicules hybrides légers (MHEV) (également connus sous le nom d'hybrides à assistance électrique, de véhicules hybrides à batterie ou BAHV).
Elle permet un mode de propulsion électrique à basse vitesse, et entraîne l'arrêt du moteur à combustion interne à chaque fois que la voiture roule en roue libre, freine ou s'arrête, ainsi que le redémarrage une fois que l'alimentation est à nouveau requise. Les véhicules hybrides légers peuvent ainsi utiliser le freinage régénératif et un certain niveau d'assistance électrique au moteur à combustion interne,,.

## Aperçu
Le moteur électrique du véhicule hybride léger offre une plus grande efficacité grâce à l'utilisation d'un seul dispositif, qui est un démarreur/alternateur intégré, parfois appelé unité générateur-moteur. Une configuration hybride légère typique utilise une unité générateur-moteur alimentée par courroie et entraînée par le moteur pour alimenter une petite batterie. Le générateur est également alimenté par le freinage régénératif, ce qui permet de récupérer l'énergie, qui serait autrement dissipée sous forme de chaleur, pour l'utiliser dans l'alimentation du véhicule. La petite assistance électrique générée par les systèmes hybrides légers peut aider à compléter le moteur à combustion interne dans les situations de faible vitesse ou à gérer les exigences de la fonctionnalité de démarrage/arrêt du moteur.

## Critiques
Il existe un doute quant à savoir si les véhicules hybrides légers doivent utiliser le terme EV (véhicule électrique) dans leur abréviation MHEV, car ils ne peuvent à aucun moment être alimentés uniquement par l'électricité. Leur réduction des émissions de gaz à effet de serre par rapport aux véhicules thermiques est souvent si faible que l’impact de cette réduction sur les émissions peut être considéré comme négligeable, et la promotion de cette vertu "peu émettrice" dans le cadre de l'utilisation de ces véhicules est parfois considéré comme du greenwashing.

## Exemples

### General Motors
Les véhicules hybrides légers de General Motors, y compris le Chevrolet Silverado et de nombreuses voitures équipées du système hybride BAS, utilisent souvent un système de 36 à 48 volts pour fournir l'énergie nécessaire au démarrage du moteur, ainsi qu'une source d'énergie pour compenser le nombre croissant d'accessoires électroniques sur les véhicules modernes. Le système hybride léger à démarreur à courroie alterno-démarreur (BAS) de GM utilise une transmission par courroie pour démarrer le moteur à combustion interne via son unité moteur-générateur (MGU), puis une fois démarré, le moteur moto-générateur de 1,5 kW pour charger les batteries. Le système hybride BAS utilise également le freinage régénératif pour recharger la batterie 36 V du système, et peut fournir des niveaux modérés d'assistance électrique. Selon l'EPA, un Saturn Vue Greenline 2009 équipé du système hybride BAS offre une économie de carburant de 27 % par rapport à la version non hybride (4 cylindres à traction avant).

### Autres

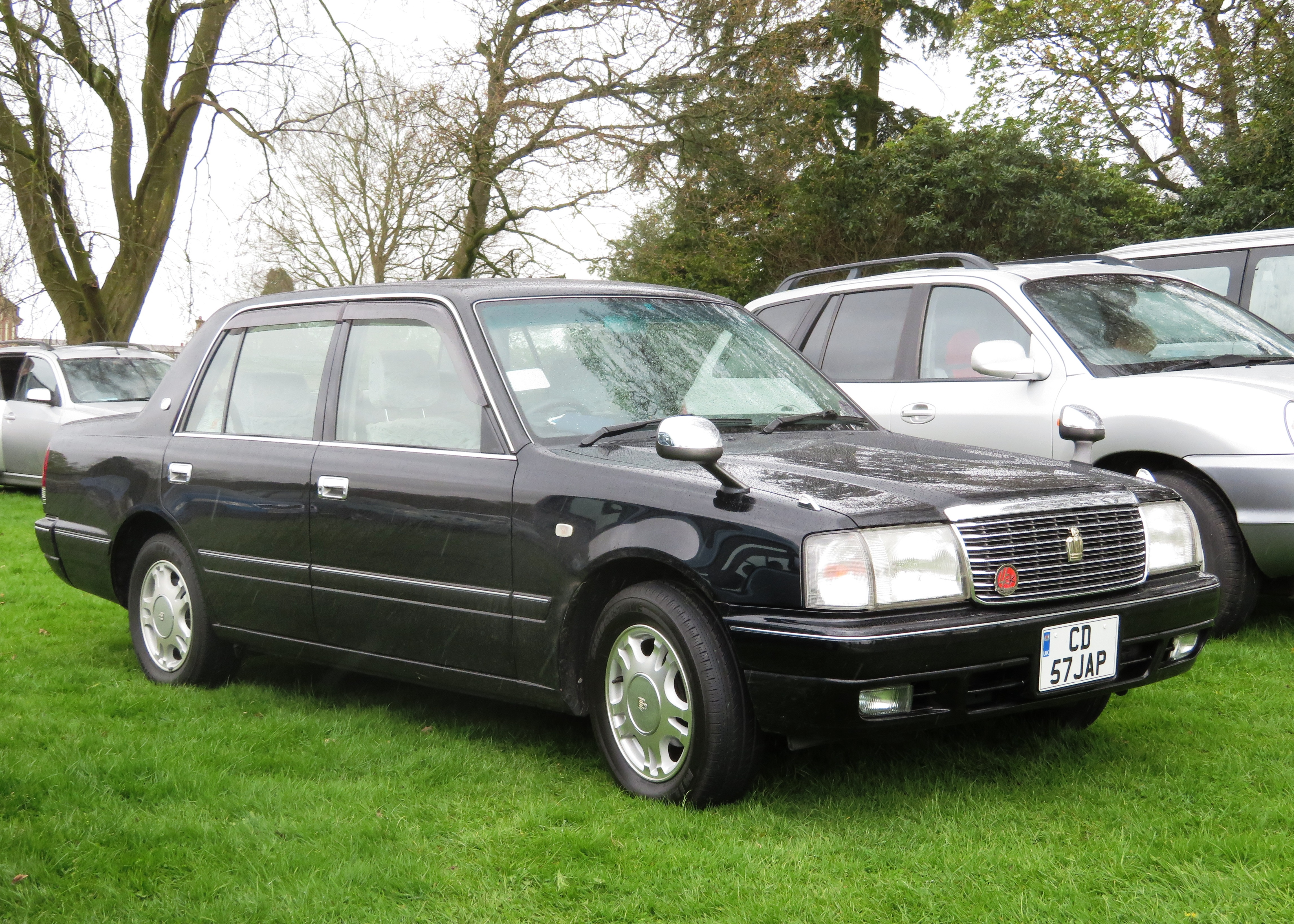
Toyota Crown Sedan Super Deluxe (véhicule à hybridation légère)

MINI et BMW ont le système start and stop, et certains avec freinage régénératif, dans tous leurs véhicules vendus en Europe équipés de moteurs 4 cylindres avec transmissions manuelles.
En 2004, Volkswagen présente deux concept-cars hybrides légers à Shanghai pour le Challenge Bibendum.
La plupart des hybrides utilisent des moteurs à essence, mais certains utilisent des moteurs diesel, comme le Hyundai 1.6. En 2021, Land Rover commence à vendre le Range Rover Sport D350, qui fonctionne avec le moteur diesel Ingenium D300 de 3,0 litres,,,.
Chez Fiat en février 2020, une version Hybrid est ajoutée à la gamme Panda, offrant une motorisation hybride légère (mild hybrid). Ce moteur a remplacé le 4-cylindre FIRE 1.2 litre 69 ch dans toutes les finitions de la Panda.